# Ертугрул
Ертугрул или Ертугрул Гази (на османски турски: لسان عثمانی, lisân-ı Osmânî, на турски: Ertuğrul Gazi) е турски войн и племенен лидер от 13 век, който се смята за един от най-важните фигури в турската история. Той е баща на Осман I, основателя на Османската империя. Въпреки че голяма част от живота му остава обвита в тайнство, Ертугрул е почитан в турската култура за своята храброст, мъдрост и лидерство.
Според османската традиция, Ертугрул е роден в средата на 13 век като син на Сулейман Шах, лидер на племето Кайъ от огузките турци. Племето Кайъ бе едно от многото тюркски племена, които мигрираха от Централна Азия в Анатолия, за да избягат от монголските нашествия. Ертугрул и неговото племе се заселиха в региона, който днес е Турция, и станаха част от Селджукския Румелийски султанат.
Ертугрул стана известен със своите военни постижения, по-специално с ролята си в защитата на Селджукската султанска държава срещу нахлуването на монголите. Легендата разказва, че след смъртта на баща си, Ертугрул и неговите последователи влизат във военната служба на Селджукската султанска държава, за която той беше възнаграден с владение на град Сьогют на границата със Византийската империя.
Точно в Сьогют Ертугрул положи основите за Османската империя. Той установи силни връзки със съседни племена и създаде ядрото на Османската държава. Неговият син, Осман, по-късно ще изгради върху тези основи и ще установи Османската империя като важна сила в региона.

## Наследство
Казва се, че Осман I е построил гробница и джамия, посветени на Ертугрул, в Сьогют, но поради многократни престройки нищо определено не може да се каже за произхода на тези сгради. Настоящата гробница е построена от султан Абдул Хамид II (1842 – 1918) в края на 19 век. Град Сьогют отбелязва годишен фестивал в памет на ранните османци.
През 1826 г. езда от Османската армия е наречена на честта му – Ертугрулов кавалериен полк. Османската фрегата Ертугрул, пусната на вода през 1863 г., е наречен по негово име. Абдул Хамид II имаше яхта със същото име. Джамията Ертугрул Теке (късен 19 век) в Истанбул, Турция, и джамията Ертугрул Гази в Ашхабад, Туркменистан (завършена през 1998 г.), също са наречени на негова чест. Джамията в Туркменистан е установена от турското правителство като символ на връзката между Турция и Туркменистан.
Ертугрул е една от многото статуи, които заобикалят Монумента на независимостта в Ашхабад, Туркменистан. Статуите изобразяват хора, хваляни в Рухнама, духовно ръководство, написано от президента на Туркменистан Сапармурат Ниязов. Статуята на Ертугрул е също изобразена на комеморативна монета от 2001 г.
Две статуи на Ертугрул на кон от 2020 г. бяха поставени от частна кооперативна жилищна общност в Лахор, Пакистан. Те бяха вдъхновени от телевизионния сериал Diriliş: Ertuğrul от 2014 г. Бюст на Ертугрул бе издигнат в Орду, Турция, през 2020 г., но бе премахнат от местните власти, след като бе отбелязано, че прилича на актьора, който играе Ертугрул в същия телевизионен сериал.
- Джамията Ертугрул Текке в Истанбул, Турция
- Ертугрулският кавалерийски полк, 1901 г., картина на Фаусто Зонаро

|  | Тази страница частично или изцяло представлява превод на страницата Ertuğrul в Уикипедия на английски. Оригиналният текст, както и този превод, са защитени от Лиценза „Криейтив Комънс – Признание – Споделяне на споделеното“, а за съдържание, създадено преди юни 2009 година – от Лиценза за свободна документация на ГНУ. Прегледайте историята на редакциите на оригиналната страница, както и на преводната страница, за да видите списъка на съавторите. ВАЖНО: Този шаблон се отнася единствено до авторските права върху съдържанието на статията. Добавянето му не отменя изискването да се посочват конкретни източници на твърденията, които да бъдат благонадеждни. |